# استارج
استاج، روستایی از توابع بخش مرکزی شهرستان تفت در استان یزد ایران است.

## جمعیت
این روستا در دهستان نصرآباد قرار دارد و براساس سرشماری مرکز آمار ایران در سال ۱۳۸۵، جمعیت آن ۱۳ نفر (۵خانوار) بوده‌است.